# Christian Rivers
Christian Rivers ist ein auf visuelle Effekte spezialisierter neuseeländischer Filmtechniker und Regisseur. Der für Weta Digital und Weta Workshop tätige Rivers wurde für seine Arbeit an King Kong 2006 mit dem Oscar ausgezeichnet.

## Leben
Seit dem Film Braindead arbeitete Rivers bei jedem Film des Regisseurs Peter Jackson, den er zum ersten Mal mit 17 Jahren traf, als Visual Effects Supervisor mit. Im Jahr 2005 erhielt er für seine Arbeit an Jacksons King Kong gemeinsam mit Joe Letteri, Brian Van’t Hul und Richard Taylor den Oscar in der Kategorie Beste visuelle Effekte. Im Film hatte Rivers auch einen kurzen Cameo-Auftritt als Soldat.
Seit dem Jahr 2015 tritt er auch als Regisseur in Erscheinung. Sein Regiedebüt gab Rivers bei der filmischen Umsetzung des Romans Mortal Engines. Peter Jackson war auch hier als Autor und Produzent am Projekt beteiligt.

## Filmografie (Auswahl)
Visuelle Effekte
- 1997: Contact
- 2001: Der Herr der Ringe: Die Gefährten (The Lord of the Rings: The Fellowship of the Ring)
- 2002: Der Herr der Ringe: Die zwei Türme (The Lord of the Rings: The Two Towers)
- 2003: Der Herr der Ringe: Die Rückkehr des Königs (The Lord of the Rings: The Return of the King)
- 2005: King Kong
- 2007: Mein Freund, der Wasserdrache (The Water Horse)
- 2009: In meinem Himmel (The Lovely Bones)
- 2010: Diagnosis: Death
- 2010: The Warrior’s Way
- 2012: Der Hobbit: Eine unerwartete Reise (The Hobbit: An Unexpected Journey)

Spezialeffekte
- 1992: Braindead
- 1994: Hercules und das vergessene Königreich (Hercules and the Lost Kingdom, Fernsehfilm)
- 2005: Die Chroniken von Narnia: Der König von Narnia (The Chronicles of Narnia: The Lion, the Witch and the Wardrobe)
- 2010: Diagnosis: Death

Regie
- 2015: Feeder (Kurzfilm)
- 2018: Mortal Engines: Krieg der Städte (Mortal Engines)

## Auszeichnungen
- 2006: BAFTA Award: Auszeichnung in der Kategorie Beste visuelle Effekte für King Kong
- 2006: Oscar: Auszeichnung in der Kategorie Beste visuelle Effekte für King Kong